# Gedko II (biskup płocki)
Gedko (Gosław) (zm. 1296) – biskup katolicki.

## Życiorys
Biskup płocki w latach 1294–1296. Według przekazu Jana Długosza uczestniczył w koronacji Przemysła II w Gnieźnie w 1295.